# 1334
Het jaar 1334 is het 34e jaar in de 14e eeuw volgens de christelijke jaartelling.

## Gebeurtenissen
- maart: Beleg van Maastricht: Adolf van der Mark, prins-bisschop van Luik belegert de stad Maastricht korte tijd. Maastricht betaalt Adolf een geldbedrag en zal zich voortaan afzijdig houden in Luiks-Brabantse twisten.
- 21 juli: - Stadsbrand van Deventer: Twee derde van de gebouwen in Deventer wordt verwoest.
- 22 of 23 augustus - Stadsbrand van Tiel: Tiel wordt grotendeels door brand verwoest.
- 27 augustus - Vrede van Amiens: Op initiatief van koning Filips VI van Frankrijk sluit de hertog van Brabant in Amiens vrede met Gelre. Tiel, Zandwijk en Heerewaarden gaan over naar Gelre, op voorwaarde dat Gelre afziet van Heusden. Ook met het prinsbisdom Luik wordt de vrede hersteld en de Tweeherigheid van Maastricht bevestigd.
- 13-20 december - Conclaaf van 1334: De Franse kardinaal Jacques Fournier tot paus gekozen. Hij neemt de naam Benedictus XII aan.
- 23 november - Sint-Clemensvloed: Grootschalige overstromingen in Zeeland, Holland en Vlaanderen. Duizenden mensen komen om. Onder meer Walcheren, Testerep en het Land van Saeftinghe worden zwaar getroffen.
- Groenlo krijgt stadsmuren.
- oudst bekende vermelding: De Vennip, Milheeze

## Kunst
- Giotto di Bondone wordt benoemd tot bouwmeester van de kathedraal Santa Maria del Fiore in Florence. Hij ontwerpt de campanile.

## Opvolging
- kanaat van Chagatai - Tarmahirin opgevolgd door Buzan
- patriarch van Constantinopel - Jesaias opgevolgd door Johannes XIV Kalekas
- Manipur - Kongyaamba opgevolgd door Telheiba
- Nassau-Hadamar - Emico I door Johan
- paus - Johannes XXII opgevolgd door Jacques Fournier als Benedictus XII
- Saluzzo - Manfred IV opgevolgd door Frederik I

## Geboren
- 4 januari - Amadeus IV, graaf van Savoye
- 25 mei - Suko, tegenkeizer van Japan (1348-1351)
- 30 augustus - Peter I, koning van Castilië (1350-1369)
- Hayam Wuruk, koning van Majapahit (1350-1389)
- Adolf III van der Mark, Duits edelman, aartsbisschop van Keulen (jaartal bij benadering)

## Overleden
- 7 juni - Emico I van Nassau-Hadamar (?), graaf van Nassau-Hadamar
- juli - Jacobus van Aragon (37), Aragonees prins
- 4 december - Johannes XXII (~85), paus (1316-1334)
- 13 december - Otto IV, hertog van Neder-Beieren
- Safi-ad-din Ardabili (~82), Perzisch religieus leider
- Ulrich I van Leuchtenberg, Duits edelman
- Willem II van Boxtel, Brabants edelman (jaartal bij benadering)